# Максимівка (Кременчуцький район)
Макси́мівка — село в Україні, у Кременчуцькому районі Полтавської області. Входить до складу Піщанської сільської громади. Населення становить 2052 осіб. Колишній орган місцевого самоврядування — Максимівська сільська рада.

## Географія
Село Максимівка знаходиться на лівому березі Кременчуцького водосховища, вище за течією на відстані 2 км розташоване селище Градизьк, нижче за течією на відстані 3 км розташоване село Недогарки. Поруч проходить автомобільна дорога Н08.

## Історія
25 березня 1515 р. пан Дмитро Івашенцов склав заповітний запис на користь Київського Микільського монастиря на право збирати щорічно податки (2 копи грошей по 12 пенязей в грош) з максимівських людей. Згодом, із розбудовою бл. 1629 р. Пивського (Пивогірського, Пивогородиського) монастиря — як філії згаданого Київського Микільського (на Аскольдовій могилі) — Максимівка починає розвиватись як одна з основних маєтностей цієї чернечої обителі. Тут був зручний перевіз через Дніпро, з якого ченці мали певний митний збір. 1639 р. королівський привілей на містечко Максимівку отримав полковник коронного війська Станіслав Потоцький — відомий герой придушення козацького повстання 1638 р. під проводом Я.Острянина (Остряниці). 1646 р. С. Потоцький здобув і новий, докладніше виписаний, королівський привілей на Максимівку. Тут таки пробував закріпитись й інший відомий український пан — підкоморій київський. Юрій Немирич. У зв'язку із боротьбою між С. Потоцьким і Ю. Немиричем знають наїзд на Максимівку 1646 р. Утім, ченці до початку Козацької революції 1648 р. вели за цю маєтність судову тяжбу, яку на користь ченців вирішив вже універсал з 1650 р. гетьмана Б. Хмельницького.
За реєстром 1649 р. уперше згадується козацька Максимівська сотня Чигиринського полку (1661—1666 входила до Кременчуцького полку, після його ліквідації недовго контролювалась Полтавським полком, а бл. 1670 відійшла до Миргородського).
Під час Руїни Максимівка була спустошена (через її перевіз надто часто рухалися ворожі війська). Вона втрачає статус сотенного осередку (на користь Власівки та Городища-Градизька). Гетьман Мазепа пробував відродити тут містечко. У 1693 р. на прохання ігумена Києво-Пустинно-Микільського монастиря, якому став належати Пивський монастир Іоасафа Кроковського, він заклав тут слободу, себто звільнене — на певний час — від податків поселення). Утім, поразка мазепинців 1709 р. призвела до втрати Гетьманщиною Правобережжя, отже і максимівський перевіз, яким їздили на Крилів і Чигирин занепав, а Максимівка залишилася вже просто селом. 1718 Максимівка постраждала від епідемії чуми
В зв'язку з будівництвом Кременчуцької ГЕС (1959) поеселення дещо «посунули» зі старого місця.
З 1923 року по 1962 рік село в складі Грядизького району.

## Населення

### Мова
Розподіл населення за рідною мовою за даними перепису 2001 року:
| Мова            | Кількість | Відсоток |
| --------------- | --------- | -------- |
| українська      | 1968      | 95.91%   |
| російська       | 77        | 3.75%    |
| румунська       | 2         | 0.10%    |
| білоруська      | 1         | 0.05%    |
| інші/не вказали | 4         | 0.19%    |
| Усього          | 2052      | 100%     |

## Економіка
- Молочно-товарна ферма.
- ПП «Колос».
- ПП «Кременчук Нафтохімсервіс».

## Об'єкти соціальної сфери
- Максимівський НВК.

## Відомі люди
- Сава Леонтович (1730-ті—після 1788) — видатний лікар, один із піонерів українського акушерства, доктор медицини. Випускник Страсбурзького університету.
- Крівченко Сергій Федорович (1984—2014) — старший солдат Збройних сил України, учасник російсько-української війни.
- Закупець Анатолій Сергійович (1985—2022) — молодший сержант Збройних Сил України, учасник російсько-української війни, що загинув у ході російського вторгнення в Україну в 2022 році.

## Галерея
|                    |                                                                                  |
| Відділення зв'язку | Пам'ятник односельцям та воїнам, що визволяли село під час Другої світової війни |